# 541582 Tóthimre
541582 Tóthimre è un asteroide della fascia principale. Scoperto nel 2011, presenta un'orbita caratterizzata da un semiasse maggiore pari a 2,6180892 au e da un'eccentricità di 0,1737587, inclinata di 15,21513° rispetto all'eclittica.